# 샤를 미셸
샤를 이브 장 기슬렌 미셸(프랑스어: Charles Yves Jean Ghislaine Michel, 1975년 12월 21일~)은 벨기에의 정치인이다. 2019년 12월 1일부터 2024년 11월 30일까지 유럽 이사회 의장을 역임하였다. 미셸은 2014년 10월 11일부터 2019년 10월 27일까지 제52대 벨기에의 총리를 역임했으며, 1845년 이래 벨기에의 최연소 총리이다.

## 초기 경력
왈롱의 나뮈르에서 태어났다. 미셸은 16세의 나이로 조두아뉴의 청년 자유당에 입당하였을 때 자신의 정치 경력을 시작하였으며, 부친 루이 미셸은 1983년 이래 조두아뉴의 시장이었다. 1994년 18세의 나이로 샤를 미셸은 브라방왈롱주에서 주의원으로 선출되었다.
그는 프랑스어 브뤼셀 자유대학교와 암스테르담 대학교에서 법학을 전공하고 브뤼셀 법정에서 변호사가 되었다. 자신의 모국어 프랑스어에 추가로 그는 네덜란드어에 능통하였다.
미셸은 1999년 이래 연방 하원으로 선출되어와 혁신운동의 본거지 브라방왈롱 주를 대표하였다. 2000년 그는 왈롱 정부에서 내무장관이 되었다. 25세의 나이로 그는 벨기에 역사상 최연소 장관이 되었다. 지방 수준에서 그는 2000년 우아브르에서 시의원으로 선출되고, 6년 후 그 시장이 되었다.
2007년 12월 미셸은 버르호프스타트 3차 정부에서 개발협동조합 장관이 되었고, 이어서 르테름 1차 정부, 반 롬푀이 1차 정부와 르테름 2차 정부들에서도 지속적으로 있었다. 2009년 6월 지방 선거 후, 미셸은 혁신운동 당수 디디에 레잉드르를 물러나도록 요구한 단체의 일부였다.
2010년 6월 연방 선거에서 당이 패한 후, 레잉드르는 결국 물러났다. 그러고나서 미셸은 혁신운동의 당수를 위하여 자신의 후보직을 공고하였다. 2011년 1월 그는 자신이 장관직을 사직한 혁신운동의 당수로 선출되었다. 미셸과 레잉드르는 자신들 당 안에서 장기적 라이벌이다.

## 벨기에의 총리
2014년 연방 선거 후, 미셸은 그해 벨기에 정부 형성에서 협동자가 되었다. 기독교민주당과 플람스가 크리스 페터르스를 위한 총리 지위에 마리안 티센을 위한 유럽 연합의 지위를 선택할 때 미셸이 다음 정부의 지도자가 될 것이라는 것이 명확하게 나왔다.
10월 7일 전체의 동의는 새로운 정부를 형성하는 데 4개의 당들 사이에 도달하여 미셸은 페터르스를 4명의 부총리들 중의 하나로 하면서 정식으로 미셸 정부를 이끄는 데 제안하였다.
미셸은 1841년 이래 벨기에의 최연소 내각 지도자이며, 현재는 벨기에의 최연소 총리 기록을 갖고 있다. 그는 벨기에의 총리를 역임한 2번째 프랑코폰 자유주의자이기도 하다.

## 유럽 이사회 의장
2019년 10월 27일에 소피 윌메스에게 벨기에 총리 자리를 넘겨주고 퇴임했으며, 2월 1일에는 도날트 투스크의 뒤를 이어 제3대 유럽 이사회 의장으로 취임했다.